# ۱۱ (قمری)
۱۱ (قمری)، یازدهمین سال در گاهشماری هجری قمری است.
اول محرم این سال برابر با اول آوریل سال ۶۳۲ میلادی است.

## رویدادها
- خاکسپاری محمد، پیامبر اسلام
- ماجرای سقیفه بنی ساعده
- ماجرای قلم و دوات
- ورودقبیله نخع از عرب های یمن به مدینه و پذیرش شام
- مصادره فدک توسط دستگاه خلافت
- رویداد خانه فاطمه
- بیعت اجباری علی بن ابیطالب با خلیفه اول
- شروع جنگ های رده از جمادی اول یاجمادی الاخر که تا انتهای این سال طول کشید
- لشکرکشی اسامه بن زید به دستور ابوبکر جهت فرونشاندن برخی مدعیان پیامبری

## درگذشتگان
- ۲۸ صفر: محمد، پیامبر اسلام (درگذشت در ۶۳ سالگی)
- ۳ جمادی‌الثانی: فاطمه  ، دختر محمد پیامبر اسلام
- مرگ اسود عنسی در شام، وی در یمن ادعای پیامبری کرده بود.
- قتل مالک بن نویره صحابه رسول خدا که به اتهام مخالفت با ابوبکر و خروج از دین توسط خالد بن ولید کشته شد.
- ابوکرب نعمان بن حارث، حاکم غسانیان